# Зацарёво
Зацарёво (Тияк, тат. Тияк, Бирге Тияк, юрт.тат. Бирге Тиек) — упразднённое село в Астраханской области, включено в состав Астрахани Указом Президиума Верховного Совета РСФСР от 17.10.1957 года. Село располагалось на левом берегу Волги.

## Название
Название села (Зацарёво) отражало географическое расположение села за ериком Царёв, то есть к югу от центра Астрахани.

## История
Село основано юртовскими татарами в середине XVIII-начале XIX в. Однако наличие на месте будущего села полуоседлого стана — поселения «Юрт», где жили 7 тысяч «ногайских татар», описывал ещё английский мореплаватель Кристофер Бэрроу, посетивший Астрахань в 1579—1581 гг.. Это же поселение, пополнившееся новопоселенцами из неспокойных степей, в XVII в. было описано немцем-голштинцем Адамом Олеарием и фламандцем Корнелием де Бруином, а в XVIII в. — ученым путешественником С.Е Гмелиным.
С 1925 года — административный центр Зацарёвского района Астраханской губернии, упразднённой в 1928 году. С 1931 по 1957 год — административный центр Наримановского района Нижневолжского края (с 1934 — Сталинградского края, 1937 — Сталинградской области, 1943 — Астраханской области).
Описание селения Зацарёвского в 1875 году. 

## Население
По данным всесоюзной переписи населения 1939 года населения села составило 4 668 человек.
Национальный состав (1939 год)
| Национальность | Численность (чел.) | Процентное соотношение |
| -------------- | ------------------ | ---------------------- |
| Русские        | 1 658              | 35,5 %                 |
| Татары         | 2 839              | 60,8 %                 |